# Fidel Almirón Quispesivana
Fidel Almirón Quispesivana (Orcoma/Orccoma, distrito de Santo Tomás, Chumbivilcas, departamento del Cusco, 1979) es un lingüista, escritor y poeta peruano que escribe en quechua cuzqueño.

## Trayectoria
Fidel Almirón Quispesivana nació en Orccoma (Orcoma) en Chumbivilcas en el departamento del Cusco en 1979. Se mudó a Arequipa en 1991 y estudió en la Universidad Nacional de San Agustín (UNSA), donde obtuvo la licenciatura en Literatura y Lingüística. Después hizo la maestría en Lingüística en la misma universidad. En diciembre de 2021 presentó y sustentó su tesis con el título Orccomaq qhishwasiminpi rimakun ispaña simipi rimaykuna (“El español en el quechua de la comunidad de Orccoma (Cusco)”), que fue aprobada por unanimidad. Fue la primera tesis de maestría presentada íntegramente en quechua en la UNSA de Arequipa.

## Premios
—Premio Nacional de Literatura Mención Especial 2018, por "Sunquypa Nanaynin".
—Ganador de fondos concursables Plan "El Regreso" por la Municipalidad Provincial de Arequipa 2021, por "ÑAK'ARIY".
—Mención especial en el Décimo Premio de Literaturas Indígenas de América (PLIA) 2022, por su obra "Phuquch'ala", en la Universidad de Guadalajara (México).

## Obra literaria
Fidel Almirón dice que cuando llegó a Arequipa, la gente lo rechazaba por su quechua y por eso no quería practicarlo. Luego cuestionó eso y comenzó a escribir cuentos en su lengua natal, el quechua cuzqueño. Con su prosa y poesía quechua ganó algunos premios literarios. Por su poemario Sunquypa Nanaynin (El dolor de mi corazón) en 2018 obtuvo una mención especial en el Premio Nacional de Literatura en lenguas originarias del Perú. En 2021 ganó el concurso del Fondo Concursable de Producción de la Municipalidad de Arequipa.

## Obras
- 2010: Wayliya y otros cuentos.
- 2017: Sunquypa Nanaynin (El dolor de mi corazón). Náufrago, Arequipa. 74 páginas. ISBN 978-612-47544-0-1
- 2021: Ñak'ariy. Municipalidad Provincial de Arequipa, Arequipa, 121 páginas, ISBN 978-612-48066-9-8
- 2021: Pharisa. Aletheya E.I.R.L., Arequipa, 140 páginas (poemario en quechua, con traducciones al español). ISBN 978-612-4465-31-4

### Poemas en antologías
- Hasta que la muerte (o el amor) nos separe. Quimera Editores, 2019
- Octuvrid19. Zentauro Ediciones, 2020
- Literatura en acción. Zentauro Ediciones, 2020
- Voces de la poesía peruana. Parihuana Editores, 2021